# Josef Frischen
Josef Frischen   (Garzweiler, 6 de juliol de 1863 - Voigtei, 1948) fou un director d'orquestra i compositor alemany.
Primerament va estudiar Dret a Bonn; però la seva afició per la música el portà al Conservatori de Colònia, on tingué per professors a Wüllner i Jensen. El 1888 era director de la banda municipal de Lucerna, i des de 1892 director de l'Acadèmia de Música (Oratorienverein) i dels Concerts filharmònics de Hannover, i ensems del Lehrergesangverein de Brunswick.
Com a compositor se li deuen algunes obres per a cor i orquestra (Vineta. Athenischer Früghlingsreigen, Grenzen der Menschheit) i peces per a orquestra, com també un Quartet per a instruments d'arc i cors per a homes.